# Nazgûl

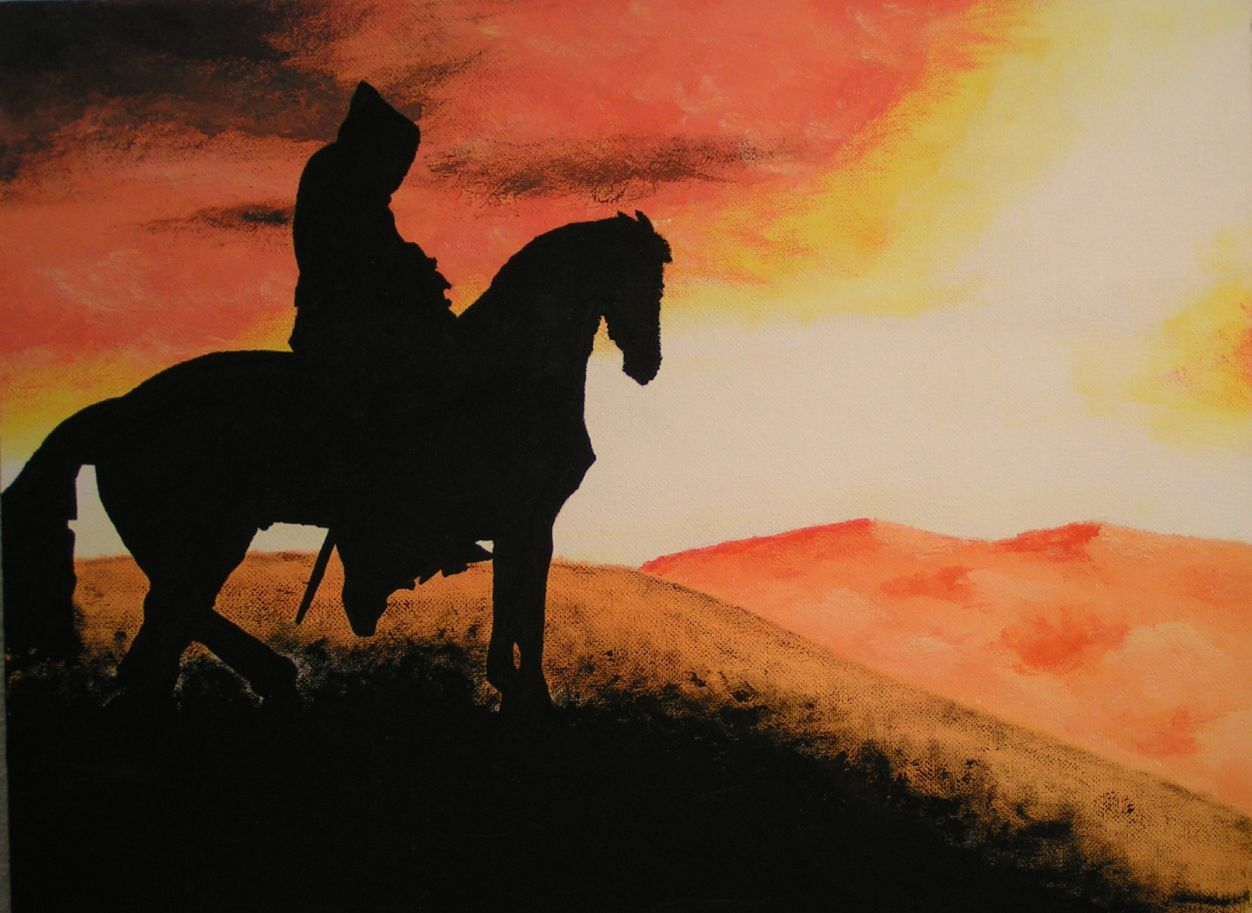
Een bereden ringgeest

De Nazgûl (Zwarte Taal, samengesteld uit nazg (ring) en gûl (geest, spook)) waren de negen belangrijkste dienaren van Sauron uit het boek In de Ban van de Ring van J.R.R. Tolkien. Zij worden ook wel Ringgeesten (Ringwraiths), de Zwarte Ruiters of simpelweg De Negen genoemd. In het Quenya worden ze als Úlairi aangeduid.

## Oorsprong en uiterlijk
Oorspronkelijk waren de Nazgûl zogenaamde Zwarte Númenoreanen. Voor de ondergang van Númenor hadden de Numenoreanen diverse koloniën en steden in Midden-Aarde gesticht. Veel van hen waren volgelingen van Sauron. Aan de negen belangrijkste vorsten gaf Sauron Ringen van Macht:
De mensen bleken makkelijker te verstrikken. Zij die de negen ringen gebruikten werden machtig in hun tijd, koningen, tovenaars en krijgers van weleer. Zij verkregen roem en grote rijkdom, maar toch liep het op hun ondergang uit. Zij hadden het eeuwige leven, naar het scheen, maar toch werd het leven ondraaglijk voor hen. Zij konden, als zij wilden, rondgaan, onzichtbaar voor alle ogen in de wereld onder de zon, en zij konden dingen zien in werelden die voor mensen onzichtbaar zijn. En vroeg of laat kwamen zij een voor een, al naargelang van hun aangeboren kracht, en het goed of kwaad van hun aanvankelijke wil, onder de slavernij van de ring die zij droegen, en onder de heerschappij van de Ene Ring, die van Sauron was. En zij werden voor altijd onzichtbaar, behalve voor degenen die de Regerende Ring droeg, en zij traden het rijk van schaduwen binnen. Dat waren de Nazgûl, de Ringgeesten, de verschrikkelijkste dienaren van de Vijand; duisternis vergezelde hen en zij riepen met de stemmen van de dood.
De Ringgeesten droegen hun ringen niet: nadat zij helemaal in hun ban waren moesten zij de Ringen afstaan aan Sauron, die ze bewaarde. Hierdoor werden de Nazgûl nog directer afhankelijk van Sauron. (Uit: Nagelaten Vertellingen)
De Nazgûl waren onzichtbaar, maar zij kleedden zich in mantels met een kap om zich vorm te geven. De belangrijkste van de Nazgûl droeg een kroon. Tijdens de slag om Minas Tirith sloeg hij zijn kap terug: “De Zwarte Ruiter gooide zijn kap achterover, en zie! Hij droeg een koningskroon, maar toch stond deze niet op een zichtbaar hoofd. De rode vuren schenen tussen de kroon en de enorme bemantelde schouders door. Uit een onzichtbare mond klonk een dodelijke lach.” 
Bij de overval op Weertop kon Frodo, omdat hij de Ring had aangedaan, de Tovenaar-Koning zien: “De derde was rijziger dan de anderen: zijn haar was lang en glanzend en op zijn helm stond een kroon.”
De Nazgûl waren bewapend met messen en zwaarden, de Tovenaar-Koning hanteerde ook een strijdknots. 
Hun stemmen konden mensen verlammen van angst: “De Nazgûl kwamen weer en toen hun Zwarte Vorst machtiger werd en zijn kracht deed gelden, waren hun stemmen, die slechts zijn wil en slechtheid vertolkten, van verschrikking vervuld. Telkens weer cirkelden zij boven de stad, als roofvogels die zich tegoed denken te doen aan het vlees van ten dode opgeschreven mensen. Zij vlogen buiten het gezicht en buiten het bereik van pijlen, maar toch waren zij steeds tegenwoordig en hun dodelijk stemmen scheurden door de lucht. Bij iedere nieuwe kreet werden zij meer onuitstaanbaar in plaats van minder. Ten slotte wierpen zelfs de dappersten zich op de grond als de verborgen dreiging over hen kwam, of bleven staan en lieten hun wapen uit ontkrachte handen vallen terwijl een zwartheid over hun geest kwam en zij dachten niet meer aan oorlog maar alleen nog hoe zij zich konden verbergen of wegkruipen, en aan de dood.”
Maar ook gebruikten zij magie. Met magische spreuken wist de Tovenaar-Koning de poorten van Minas Tirith te vernietigen.
De Nazgûl konden zich snel verplaatsen, maar maakten meestal gebruik van zwarte paarden, die speciaal gefokt waren om de angst voor de ringgeesten te weerstaan. Later gebruikten de Nazgûl ook gevleugelde monsterachtige dieren tijdens de strijd om Minas Tirith.

## Chronologische geschiedenis
Het is onbekend wanneer de negen Ringen van Macht voor de Mensen werden gesmeed. Ook is het niet bekend of ze alleen door Sauron werden gesmeed, of in samenwerking met de Elfensmeden van Eregion. Maar het moet ergens in de Tweede Era, tussen 1500 en 1600 geweest zijn, als de Ringen van Macht worden gesmeed. Rond 1600 smeedde Sauron de Ene Ring.
Volgens het Verhaal der Jaren verschijnen de Ringgeesten voor het eerst in het jaar 2251 van de Tweede Era.
Zij schijnen geen grote rol gespeeld te hebben bij het conflict van Sauron met Númenor. Maar toen Sauron ten onder ging bij de Val van Númenor lijken zij ook verdwenen te zijn. 
Het lijkt dat zij ook weer opstonden toen Sauron opnieuw vorm begon te krijgen. In ieder geval dachten de Wijzen in de Derde Era dat rond 1100 een Nazgûl zich had gevestigd in Dol Guldur. Later bleek dit Sauron zelf te zijn die weer vorm aannam.
Pas rond 1300 verschijnen de Nazgûl weer echt op het toneel. Rond die tijd gaat het hoofd van de Nazgûl, de Tovenaar-Koning, naar het rijk Angmar in het noorden.
Vanuit Angmar begint de Tovenaar-Koning de strijd tegen de rijken van de Dúnedain in het noorden. Ten slotte wordt Arthedain, het laatste koninkrijk van de Dunedain in het noorden vernietigd in het jaar 1974.
De hulp die koning Eärnur van Gondor wilde bieden aan Arthedain kwam te laat. De vloot van Gondor arriveerde in Lindon net toen Arthedain volledig veroverd was. Maar het leger van Gondor rukte toch op tegen Angmar en vernietigde op zijn beurt het hele leger van de Tovenaar-Koning, die zelf moest vluchten.
Na de vernietiging van Arnor en Angmar trekt de Tovenaar-Koning naar Mordor, waar hij alle negen ringgeesten verzamelt. In het jaar 2000 komen de Nazgûl uit Mordor tevoorschijn en vallen Minas Ithil aan. Het beleg van die stad duurt twee jaar. 
Faramir heeft een eigen versie van die geschiedenis, die hij vertelt aan Frodo en Sam in Henneth Anûn: “De vallei van Minas Morgul is heel lang geleden tot het kwaad vervallen en werd een dreiging en verschrikking terwijl de verbannen Vijand nog ver weg was en Ithilien nog voor het grootste deel aan ons toevertrouwd. Zoals ge weet was die stad eens een sterke veste, trots en schoon, Minas Ithil, de tweelingzuster van onze eigen stad. Maar zij werd door woeste mannen ingenomen over wie de Vijand tijdens zijn eerste heerschappij had geheerst en die na zijn val dakloos en zonder leider rondzwierven. Men zegt dat hun vorsten mensen uit Númenor waren die tot slechtheid waren vervallen; aan hen had de Vijand ringen van macht gegeven en hij had hen opgeslokt: zij waren levende geesten geworden angstaanjagend en slecht. Toen hij weg was namen zij Minas Ithil in en woonden er en vervulden haar, en de hele vallei eromheen, met verrotting; zij scheen leeg, maar toch was het niet zo, want een vormeloze angst leefde binnen de verwoeste muren. Negen Heren waren er en na de terugkeer van hun Meester, die zij in het geheim met zijn voorbereidingen hielpen, werden zij weer sterk. Toen reden de Negen Ruiters uit door de poorten van angst en wij konden hen niet weerstaan.”
De Tovenaar-Koning van de Nazgûl had een speciale haat tegen koning Eärnur van Gondor, omdat deze hem in Angmar verslagen had. Hij daagde daarom koning Eärnur vanuit Minas Morgul uit voor een tweegevecht. Eärnur reed naar Minas Morgul maar werd verraden door de Tovenaar-Koning en gevangengenomen. Hij stierf onder martelingen. En met hem stierf de laatste koning van Gondor en brak het tijdperk van de stadhouders aan.
Nadat Sauron weer naar Mordor was teruggekeerd werden er twee Nazgûl naar Dol Guldur gestuurd om die vesting te bezetten. Een van hen was het plaatsvervangend hoofd van de Nazgûl, Khamûl, de Schaduw van het Oosten. Hij werd de luitenant van Sauron in Dol Guldur. Overigens was Khamûl de Nazgûl die, op de Tovenaar-Koning na, het snelst de aanwezigheid van de Ring bespeurde. Maar hij werd ook het meest verward door daglicht.
Behalve de Tovenaar-Koning is Khamûl de enige van de Nazgûl die door Tolkien met name is genoemd. Alle andere Nazgûl waren naamloos, wel zijn er diverse games waarin zij verzonnen namen krijgen.
Rond het jaar 3017, de tijd waarin het verhaal van In de Ban van de Ring begint, vernam Sauron van Gollem dat de Ene Ring was gevonden en in handen was van een hobbit, Bilbo Balings, in de Gouw. Hij stuurde de negen Nazgûl op pad om de Gouw te vinden en de Ring terug te brengen. 
Het nadeel van het inzetten van de Nazgûl was echter dat zij zo'n grote angst verspreiden dat het doel van hun zoektocht snel bij de Wijzen bekend zou raken.
Om de aandacht af te leiden vielen de Nazgûl met een leger van Minas Morgul Gondor aan, met als doel de bruggen van Osgiliath te veroveren, en tegelijk viel een ander leger het rijk van Thranduil in het Demsterwold aan om Gollem te bevrijden.
De Heer van de Nazgûl vertoonde zich openlijk bij de strijd om Osgiliath. Maar zijn aanval kwam tot staan door heftige tegenstand van Gondor, onder leiding van Boromir. “Er was een macht aanwezig die wij nooit eerder hebben gevoeld. Sommigen zeiden dat hij zichtbaar was, als een grote zwarte ruiter, een donkere schaduw onder de maan,” zo vertelt Boromir later. 
De aanval op Osgiliath werd spoedig gestaakt, maar het gaf wel gelegenheid voor de Nazgûl om ongekleed en ongezien de rivier over te steken en naar het noorden te trekken. Ten noorden van Sarn Gebir stonden er paarden op hen te wachten. Verder naar het noorden voegden de beide Nazgûl van Dol Guldur zich bij hen.
Aanvankelijk zochten de Nazgûl naar de Gouw in de buurt van de Lissevelden, waar het volk van Gollem oorspronkelijk had gewoond. Maar uiteindelijk keerden zij op hun schreden terug en gingen naar Isengard, omdat zij vermoedden dat Saruman zou weten waar de Gouw lag.
De Nazgûl kwamen in Isengard twee dagen nadat Gandalf hier ontsnapt was. Saruman vertelde de Heer van de Ringgeesten dat Gandalf wist waar de Gouw lag. De Nazgûl gingen nu op zoek in Rohan. Hier onderschepten zij een boodschapper van Saruman die contacten onderhield met het Zuiderkwartier van de Gouw, waar Saruman zijn pijpkruid haalde.
Ten slotte kwamen de Nazgûl op 22 september bij de Sarnvoorde, de rivier aan de zuidelijke grens van de Gouw. Hier werden zij aanvankelijk tegengehouden door de Dúnedain, die de Gouw bewaakten. Maar 's nachts was de macht van de Nazgûl zo groot dat zij de Dúnedain wegvaagden.
Zij kwamen in Hobbitstee net nadat Frodo vertrokken was. En over de achtervolging van de Nazgûl op Frodo, Sam, Merijn en Pepijn gaat het eerste deel van In de Ban van de Ring.
Overigens was het Khamûl die in Hobbitstee met de vader van Sam Gewissies sprak en die de Hobbits door het bos volgde en hen net miste bij de Pont van Bokkelburg.
Uiteindelijk verloren de Nazgûl hun paarden en zichtbare gedaanten bij de Voorde van Rivendel, en waren zij gedwongen moeizaam terug te keren naar Mordor.
De Nazgûl speelden een grote rol later in de Oorlog om de Ring. Zowel als boodschapper van Sauron naar Isengard en later in de strijd op de velden van de Pelennor. Hier werd de Tovenaar-Koning gedood door de hobbit Merijn en Éowyn, de vrouwe van Rohan. Waarbij de voorspelling werd vervuld dat hij nooit door de hand van een man zou kunnen vallen.
De overige acht Nazgûl namen deel aan de strijd voor de poorten van de Morannon. Uiteindelijk kwamen zij om in het vuur van de Doemberg toen de Ring vernietigd werd.
Drie ringen van de elfen · Zeven ringen van de dwergen · Negen ringen van de mensen · Ene Ring